# Sultanato di Johor
Il Sultanato di Johor (o talvolta Johor-Riau o Johor-Riau-Lingga o più correttamente Impero Johor) fu un sultanato fondato nel 1528 da Alauddin Riayat Shah II, figlio del sultano di Malacca Mahmud Shah. Johor faceva parte del Sultanato di Malacca prima della conquista portoghese nel 1511.
Al suo apice, il sultanato di Johor, oltre alla capitale, controllava l'attuale Riau e i territori che si estendono dal fiume Klang al fiume Linggi e all'enclave di Tanjung Tuan (situati rispettivamente a Selangor, Negeri Sembilan e Malacca(, Singapore, Pulau Tinggi e altre isole al largo della costa orientale della penisola malese, le isole Karimun, l'isola di Bintan, Bulang, Lingga e Bungaran, Bengkalis, Kampar e Siak a Sumatra.
Durante l'era coloniale, la parte di terraferma fu amministrata dagli inglesi, e quella insulare dagli olandesi. Nel 1946, la parte britannica andò a far parte dell'Unione malese, e due anni più tardi, si unì alla Federazione della Malesia. Nel 1949 la parte olandese andò a far parte dell'Indonesia.

## Caduta di Malacca e nascita del Sultanato di Johor
Nel 1511 la città di Malacca, capitale del Sultanato di Malacca per mano dei portoghesi, e il suo ultimo sultano Mahmud Shah di Malacca fu costretto a fuggire dal regno. Mahmud Shah fece diversi disperati tentativi per riprendere la capitale, ma furono tutti vani, e provocarono la rappresaglia portoghese che costrinse il sultano a fuggire nel territorio di Pahang. Successivamente il sultano salpò per l'isola di Bintan dove stabilì la sua corte e da dove cercò di riorganizzare le sue truppe allo sbando per sferrare nuovi attacchi contro i portoghesi. Pahang fu poi riconquistato nel XVII secolo dopo anni di contese.
Fondandosi sui territori di Pekan Tua, Sungai Telur e Johor, il Sultanato fu istituito nel 1528 dal sultano Alauddin Riayat Shah II di Johor, figlio di Mahmud Shah, insieme alla sua sposa Tun Fatimah.
Come descrive il poema malese Syair Rakis, tra il 1835 e il 1846 Johor fece fronte comune con lo storico nemico, il sultanato di Aceh, per salvarsi dalle mire olandesi. L'insolita alleanza ebbe successo e Johor riuscì a riprendere possesso del Pahang. L'autore del poema, Raja Pengiran Indera Mahkota, era un lontano parente del sultano di Johor e usò questo evento come esempio di concordia tra stati.